# Justin Williams (cyclisme)
Pour le joueur canadien de hockey sur glace, voir Justin Williams. Pour les homonymes, voir Williams.
Justin Williams (né le 26 mai 1989 à Los Angeles) est un coureur cycliste américano-bélizien. Il évolue au sein de l'équipe L39ion of Los Angeles, dont il est également le manager. 

## Biographie
Bon sprinteur, il compte de nombreuses victoires sur des critériums américains. Son grand frère Cory est aussi coureur cycliste.
En juin 2021, Justin Williams a officiellement changé sa nationalité sportive pour représenter Belize. Plus tard dans le mois, il remporte le championnat du Belize sur route.

## Palmarès sur route
- 2008
  -  Champion des États-Unis du critérium espoirs
  - 3e étape de la Valley of the Sun Stage Race
  - 1re étape des Beacon Seies
- 2009
  - Mothballs Criterium
  - Red Trolley Classic
- 2012
  - 2e du Dana Point Grand Prix
- 2013
  - 2e du Dana Point Grand Prix
- 2014
  - 4e et 5e étapes du Tour of America's Dairyland
  - 3e du Manhattan Beach Grand Prix
- 2015
  - Holy Saturday Cross Country Cycling Classic
  - Barry Wolfe Grand Prix
  - Memorial Day Public Safety Criterium
- 2016
  - Carlos Soto Memorial Criterium
  - Dash 4 Cash Criterium
  - Memorial Day Public Safety Criterium
  - 2e étape du Tour de Murrieta
  - 1reb et 3e étapes du North Star Grand Prix
  - San Rafael Sunset Criterium
  - Manhattan Beach Grand Prix
- 2017
  - Ontario "Icebreaker" Criterium
  - Roger Millikan Memorial Criterium
  - Dana Point Grand Prix
  - 1re et 3e étapes de l'Oklahoma City Classic
  - 4e étape du North Star Grand Prix
  - 8e étape du Tour of America's Dairyland
  - 2e étape du Tour de Delta
  - Exergy Twilight Wells Fargo
- 2018
  -  Champion des États-Unis sur route amateurs
  -  Champion des États-Unis du critérium amateurs
  - Tour de Murrieta :
    - Classement général
    - 1re étape

  - 1re et 4e étapes de la Chico Stage Race
  - Holy Saturday Cross Country Cycling Classic
  - Sequoia Cycling Classic
  - Harlem Skyscraper Classic
  - Ladera Ranch Grand Prix
  - Manhattan Beach Grand Prix
  - 2e du Dana Point Grand Prix
- 2019
  -  Champion des États-Unis du critérium amateurs[2]
  - Chuck Pontius Memorial Criterium
  - 1re et 2e étapes du Tulsa Tough
  - Harlem Skyscraper Classic
  - ASWD Twilight Criterium
  - Salt Lake Criterium
  - Littleton Twilight Criterium
  - 2e du Tulsa Tough
- 2020
  - Roger Millikan Grand Prix
  - 3e du Tour de Murrieta
- 2021
  -  Champion du Belize sur route
  - 1re étape du Tulsa Tough
  - Boise Twilight Criterium
  - 3e de la Gateway Cup
- 2022
  - Birmingham Hammerfest
- 2023
  - Roger Millikan Memorial Grand Prix
  - 3e étape de la Valley of the Sun Stage Race
  - 1re étape du Tulsa Tough
  - 4e étape du Tour of America's Dairyland
  - 2e du championnat du Belize sur route
- 2024
  - 2e du Manhattan Beach Grand Prix

## Palmarès sur piste

### Championnats des États-Unis
- 2008
  - 2e du keirin
- 2009
  -  Champion des États-Unis de poursuite par équipes (avec Julian Kyer, Ian Moir et Taylor Phinney)
- 2019
  - 3e de l'américaine